# Kodek (Maroua)
Kodek est une localité située dans l'arrondissement de Maroua III, Maroua, dans le département du Diamaré dans la Région de l’Extrême-Nord du Cameroun.

## Histoire
Kodek est créée par le décret no 2007/115 du 23 avril 2007.

## Population
En 1975, les  populations étaient reparties dans les quartiers qui la composent ainsi qu'il suit Kodek I (46), Kodek II (34), Kodek III (182), Kodek Biriwo (152), Kodek-Djarengol (244), Kodek Garre (601), Kodek Guiziga (157), Kodek Massa (74), Kodek Touppere (457), Kodek Siratare (147).

## Infrastructures
La localité est connue pour son marché dit marché de Kodek qui est ouvert tous les samedis. Elle compte un centre médical d'arrondissement, une école maternelle, une école primaire, un collège d'enseignement secondaire appelé CES de Kodek. L'université de Maroua occupe une partie de son territoire. En effet, l’université de Maroua est située entre les localités de Kongola, Djoulgouf et Kodek.